# Magnolia albosericea
Magnolia albosericea — вид квіткових рослин родини магнолієві (Magnoliaceae).

## Поширення
Вид поширений у Китаї (провінції Гуандун, Гуансі та Хайнань) та у В'єтнамі.